# Koyukuk River
Koyukuk River (Ooghekuhno’ på Koyukon) er en 684 km lang biflod til Yukonfloden, i den amerikanske stat Alaska. Den er det sidste større tilløb til Yukon før denne løber ud i Beringshavet.
Den starter ved sammenløbet af North og Middle Fork Koyukuk River
i bjergkæden Brooks Range i det nordlige Alaska, og afvander områderne nord for Yukonfloden, bl.a.a dele af Gates of the Arctic National Park and Preserve, Kanuti National Wildlife Refuge og Koyukuk National Wildlife Refuge. Den løber ud i Yukonfloden ved den lille by 	Koyukuk.